# Danh sách loài thuộc Crinum

## Được chấp nhận
Tính đến  tháng 7 năm 2014, World Checklist of Selected Plant Families liệt kê 105 loài được chấp nhận thuộc chi Crinum:
- Crinum abyssinicum Hochst. ex A.Rich. – Đông bắc nhiệt đới châu Phi
- Crinum acaule Baker – KwaZulu-Natal
- Crinum album (Forssk.) Herb. – Tây nam bán đảo Ả Rập
- Crinum × amabile Donn ex Ker Gawl., 1814: Tỏi lơi tía, náng Sumatra, náng tía.
- Crinum amazonicum Ravenna – Bắc Brasil
- Crinum americanum L. – Đông nam Hoa Kỳ tới Mexico, Tây Caribe
- Crinum amoenum Ker Gawl. ex Roxb. – Trung Himalaya tới Myanmar
- Crinum amphibium Bjorå & Nordal – Cameroon
- Crinum arenarium Herb. – Bắc Australia
- Crinum asiaticum L.: Náng, chuối nước, tỏi voi, náng hoa trắng, tỏi lơi. – Các đảo trên Ấn Độ Dương, nhiệt đới và cận nhiệt đới châu Á tới tây nam Thái Bình Dương
  - Crinum asiaticum var. japonicum Baker
  - Crinum asiaticum var. pedunculatum (R.Br.) Fosberg & Sachet
  - Crinum asiaticum var. sinicum (Roxb. ex Herb.) Baker
- Crinum aurantiacum Lehmiller – Zambia tới bắc Malawi
- Crinum bakeri K.Schum. – Tây bắc Thái Bình Dương
- Crinum balfourii Baker – Socotra
- Crinum bambusetum Nordal & Sebsebe – Tây Ethiopia tới Sudan
- Crinum belleymei Hérincq – Paraguay
- Crinum biflorum Rottb. – Tây nhiệt đới châu Phi tới Sudan
- Crinum binghamii Nordal & Kwembeya – Tây Zambia
- Crinum brachynema Herb. – Tây Ấn Độ
- Crinum braunii Harms – Madagascar
- Crinum brevilobatum McCue – Trung Mỹ
- Crinum bulbispermum (Burm.f.) Milne-Redh. & Schweick. – Nam châu Phi
- Crinum buphanoides Welw. ex Baker – Nam nhiệt đới & nam châu Phi
- Crinum calamistratum Bogner & Heine – Cameroon
- Crinum campanulatum Herb. – Tỉnh Đông Cape
- Crinum carolo-schmidtii Dinter – Dải Caprivi tới bắc Botswana
- Crinum crassicaule Baker – Nam nhiệt đới & nam châu Phi
- Crinum darienense Woodson – Panama
- Crinum eleonorae Blatt. & McCann – Tây Ấn Độ
- Crinum erubescens L.f. ex Aiton – Mexico tới nam nhiệt đới châu Mỹ
- Crinum erythrophyllum Carey ex Herb. – Myanmar
- Crinum filifolium H.Perrier – Tây Madagascar
- Crinum fimbriatulum Baker – Angola
- Crinum firmifolium Baker – Madagascar
- Crinum flaccidum Herb. – Tây, trung& đông Australia
- Crinum forgetii C.H.Wright – Peru
- Crinum giessii Lehmiller – Namibia
- Crinum glaucum A.Chev. – Tây nhiệt đới châu Phi tới Uganda
- Crinum gracile G.Mey. ex C.Presl – Malesia tới New Guinea
- Crinum graciliflorum Kunth & C.D.Bouché – Colombia tới bắc Venezuela
- Crinum graminicola I.Verd. – Tỉnh Bắc tới KwaZulu-Natal
- Crinum hanitrae Lehmiller & Sisk – Madagascar
- Crinum hardyi Lehmiller – Madagascar
- Crinum harmsii Baker – Tây bắc Zambia tới Namibia
- Crinum hildebrandtii Vatke – Comoros
- Crinum humile Herb. – Ấn Độ
- Crinum jagus (J.Thomps.) Dandy: Náng to. – Nhiệt đới châu Phi
- Crinum jasonii Bjorå & Nordal – Đông nam Zambia
- Crinum kirkii Baker – Đông nhiệt đới châu Phi tới Mozambique
- Crinum kunthianum M.Roem. – Trung Mỹ tới Ecuador
- Crinum latifolium L.: Náng lá rộng, tỏi lơi lá rộng, trinh nữ hoàng cung. – Ấn Độ tới Hoa Nam.
- Crinum lavrani Lehmiller – Madagascar
- Crinum lineare L.f. – Tỉnh Đông Cape
- Crinum longitubum Pax – Angola
- Crinum lorifolium Roxb. – Ấn Độ, Myanmar
- Crinum lugardiae N.E.Br. – Nam châu Phi
- Crinum macowanii Baker – Eritrea tới nam châu Phi, Seychelles
- Crinum majakallense Baker – Angola
- Crinum malabaricum Lekhak & S.R.Yadav[2] – Ấn Độ (Kerala)
- Crinum mauritianum G.Lodd. – Mauritius (Barrage de Midlands)
- Crinum mccoyi Lehmiller – Madagascar
- Crinum minimum Milne-Redh. – Tanzania tới nam nhiệt đới châu Phi
- Crinum modestum Baker – Tây bắc Madagascar
- Crinum moorei Hook.f.: Tỏi lơi moore, náng củ. – Tỉnh Đông Cape tới KwaZulu-Natal
- Crinum natans Baker – Tây và tây trung nhiệt đới châu Phi
- Crinum nordaliae Mabb. – Angola
- Crinum nubicum L.S.Hannibal – Tây nhiệt đới châu Phi tới Chad
- Crinum oliganthum Urb. – Trung Cuba
- Crinum ornatum (Aiton) Herb. – Nhiệt đới châu Phi tới Namibia
- Crinum paludosum Verd. – Nam nhiệt đới & nam châu Phi
- Crinum palustre Urb. – Haiti
- Crinum papillosum Nordal – Tây nam Tanzania tới bắc Zambia
- Crinum parvibulbosum Dinter ex Overkott – Namibia
- Crinum parvum Baker – Mozambique
- Crinum piliferum Nordal – Bắc Kenya
- Crinum politifolium R.Wahlstr. – Tanzania
- Crinum pronkii Lehmiller – Madagascar
- Crinum purpurascens Herb. – Tây nhiệt đới châu Phi tới Sudan và Angola
- Crinum pusillum Herb. – Quần đảo Nicobar
- Crinum rautanenianum Schinz – Zambia tới bắc Botswana
- Crinum razafindratsiraea LehMill. – Madagascar
- Crinum roperense Lehmiller & Lykos – Lãnh thổ Bắc Úc
- Crinum salsum Ravenna – Brasil (Rio de Janeiro)
- Crinum scillifolium A.Chev. – Tây nhiệt đới châu Phi
- Crinum serrulatum Baker – Campuchia
- Crinum stapfianum Kraenzl. – Tây trung Brasil
- Crinum stenophyllum Baker – Myanmar
- Crinum stracheyi Baker – Uttarakhand
- Crinum stuhlmannii Baker – Somalia tới nam châu Phi
  - Crinum stuhlmannii subsp. delagoense (I.Verd.) Kwembeya & Nordal
- Crinum subcernuum Baker – Đông nam Tanzania tới bắc Botswana
- Crinum surinamense Ravenna – Suriname
- Crinum thaianum J.Schulze – Thái Lan
- Crinum trifidum Nordal – Angola
- Crinum undulatum Hook. – Brasil tới bắc Peru
- Crinum uniflorum F.Muell. – Bắc Australia
- Crinum variabile (Jacq.) Herb. – Tỉnh Cape
- Crinum venosum R.Br. – Bắc lãnh thổ Bắc Úc tới bắc Queensland
- Crinum verdoorniae Lehmiller – Nam nhiệt đới châu Phi tới dải Caprivi
- Crinum virgineum Mart. ex Schult. & Schult.f. – Đông nam Brasil
- Crinum viviparum (Lam.) R.Ansari & V.J.Nair: Náng lá kiếm, hoa nàng, náng hoa đỏ, náng lá gươm. – Tiểu lục địa Ấn Độ tới Đông Dương
- Crinum walteri Overkott – Nam nhiệt đới và nam châu Phi
- Crinum wattii Baker – Assam tới Thái Lan
- Crinum welwitschii Baker – Angola
- Crinum wimbushi Worsley – Malawi
- Crinum woodrowii Baker – Ấn Độ (bang Maharashtra, quận Satara, Mahabaleshwar, Kates Point (17°56′28″B 73°42′27″Đ / 17,94111°B 73,7075°Đ))
- Crinum xerophilum H.Perrier ex Lehmiller – Tây nam Madagascar
- Crinum zeylanicum (L.) L. – Seychelles, tây nam Ấn Độ, Sri Lanka

## Chưa dung giải
và 35 loài chưa dung giải được hiện vẫn xếp trong chi Crinum:
- Crinum × amabile Donn: Tỏi lơi tía, náng Sumatra, náng tía.
- Crinum angustrum Roxb.
- Crinum angustum Steud.
- Crinum binsii Hoffmanns.
- Crinum buphanoides Welw. Ex Bak.
- Crinum × ceciliae Herb.
- Crinum × decandolei Herb.
- Crinum formosum Herb.
- Crinum graciliflorum Kunth & Bouché
- Crinum graminicola Verdc.
- Crinum × grandiflorum auct.
- Crinum guianensis Roem.
- Crinum × haylockii Herb.
- Crinum × herbertii G.Don
- Crinum imperiale Regel
- Crinum × kircape Orpet
- Crinum knyffii C.Morren
- Crinum lajolla Traub
- Crinum lane-poolei Hutch.
- Crinum × letitiae Herb.
- Crinum × louisae Herb.
- Crinum minus Jacques
- Crinum × muellerianum W.Muell.
- Crinum multiflorum Desf.
- Crinum octobris Nakai & Tuyama
- Crinum osbeckii Schult. & Schult.f.
- Crinum × paxtonii Herb.
- Crinum × powellii Baker
- Crinum × prainianum W.Muell.
- Crinum sesse-mocinoi Hannibal
- Crinum × sinicoscabrum G.M.Schulze
- Crinum strictum Hornem.
- Crinum × submersum Herb.
- Crinum tocicarum Roxb.
- Crinum uniflorum Sessé & Moc.